# Fermín Hontou
Fermín Hontou del Portillo (Montevideo; 11 de septiembre de 1956-Montevideo; 25 de agosto de 2022), conocido como Ombú, fue un dibujante y caricaturista uruguayo.

## Biografía
Hijo de Carmela del Portillo, nació en Montevideo pero hasta los nueve años vivió en Melo. En 1976 aprobó el curso de expresión gráfica en la Facultad de Arquitectura de la Universidad de la República.
Trabajó para varias agencias de publicidad, viajó a México donde residió desde 1982 hasta 1985. En 1994 fue invitado por Luis Camnitzer para realizar un taller de fotograbado y grabado en metal en Valdottavo, Italia. Creó en 1993 el Taller Caricatura e Historieta junto a Tunda Prada, donde impartieron clases y desde 1999 editaron la revista AlmaZen.
Publicó para historietas, ilustraciones y caricaturas en medios de prensa como Opción, Jaque, La Hora Popular, El Dedo, Guambia, Brecha, Aquí, Cuadernos de Marcha, El País, Unomásuno, Caminos del Aire, Snif, Cuadernos de Marcha (México), Monga (Brasil), Fierro (Argentina), El Ojo Clínico (España), La Voce, La República, Playboy (Italia), Courrier International y Le Monde (Francia).
Contrajo matrimonio con Rosario Beisso en 1981 y fueron padres de dos hijos. Divorciado, luego tuvo otro hijo en 1997.

## Premios
- 1990, Premio del Concurso para Logotipo de la 1.ª Feria Nacional de Artesanías junto a Pablo Casacuberta.
- 2000, Premio del VIII Salón Internacional de dibujo para prensa de Porto Alegre.
- 2014, Premio Fraternidad, otorgado por la B'nai B'rith Uruguay.[5]